# Anna Rosemond
Anna Rosemond (16 de febrero de 1886-1966) fue una de las primeras actrices de cine de la era del cine mudo.

## Biografía
Rosemond nació en Filadelfia, Pensilvania. Su padre era un inmigrante austríaco y su madre, estadounidense de primera generación de ascendencia alemana.

## Películas
Comenzó su carrera como actriz en 1910, con un papel secundario en la película The Actor's Children, protagonizada por Frank Hall Crane, así como en una de las primeras versiones cinematográficas de Uncle Tom's Cabin, también protagonizada por Crane y la actriz infantil Marie Eline. Ese mismo año protagonizó quince películas, casi todas junto a Crane, entre ellas She Stoops to Conquer, y The Two Roses de nuevo junto a Marie Eline y, de nuevo, Frank Hall Crane. Su última aparición en el cine fue en la película de 1911 Cinderella, protagonizada por Florence La Badie y Frank Hall Crane. Se calcula que apareció en 250 películas de uno y dos rollos, la mayoría producidas por los estudios Pathe de Nueva York.

## Familia
Tras abandonar el cine, se casó con George Jenkins Tompkins de Brooklyn, un policía de Nueva York de ascendencia inglesa e irlandesa. Ambos se marcharon de Nueva York a California en 1913, donde tuvieron una hija, Irma. A la muerte de George Jenkins Tompkins, Anna se volvió a casar con Daniel Satten y pasó el resto de su vida en San Diego, California, donde murió en 1966 a la edad de 80 años.